# Michael Doyle (calciatore)
Michael Paul Doyle (Dublino, 8 agosto 1981) è un allenatore di calcio ed ex calciatore irlandese, di ruolo centrocampista.

## Palmarès

### Club

#### Competizioni nazionali
- Coppa di Lega scozzese: 2

Celtic: 1999-2000, 2000-2001
- Campionato scozzese: 1

Celtic: 2000-2001
- Coppa di Scozia: 1

Celtic: 2000-2001